# Suluca, Patnos
Suluca là một xã thuộc huyện Patnos, tỉnh Ağrı, Thổ Nhĩ Kỳ. Dân số thời điểm năm 2011 là 1.072 người.